# یوبلی (میشیگان)
یوبلی، میشیگان (به انگلیسی: Ubly, Michigan) یک عوارض جغرافیایی در ایالات متحده آمریکا است که در شهرستان هورون، میشیگان واقع شده‌است.

## خصوصیات
یوبلی ۳٫۴۷ کیلومترمربع مساحت و ۸۵۸ نفر جمعیت دارد و ۲۳۹ متر بالاتر از سطح دریا واقع شده‌است.